# 美洲鬥牛節

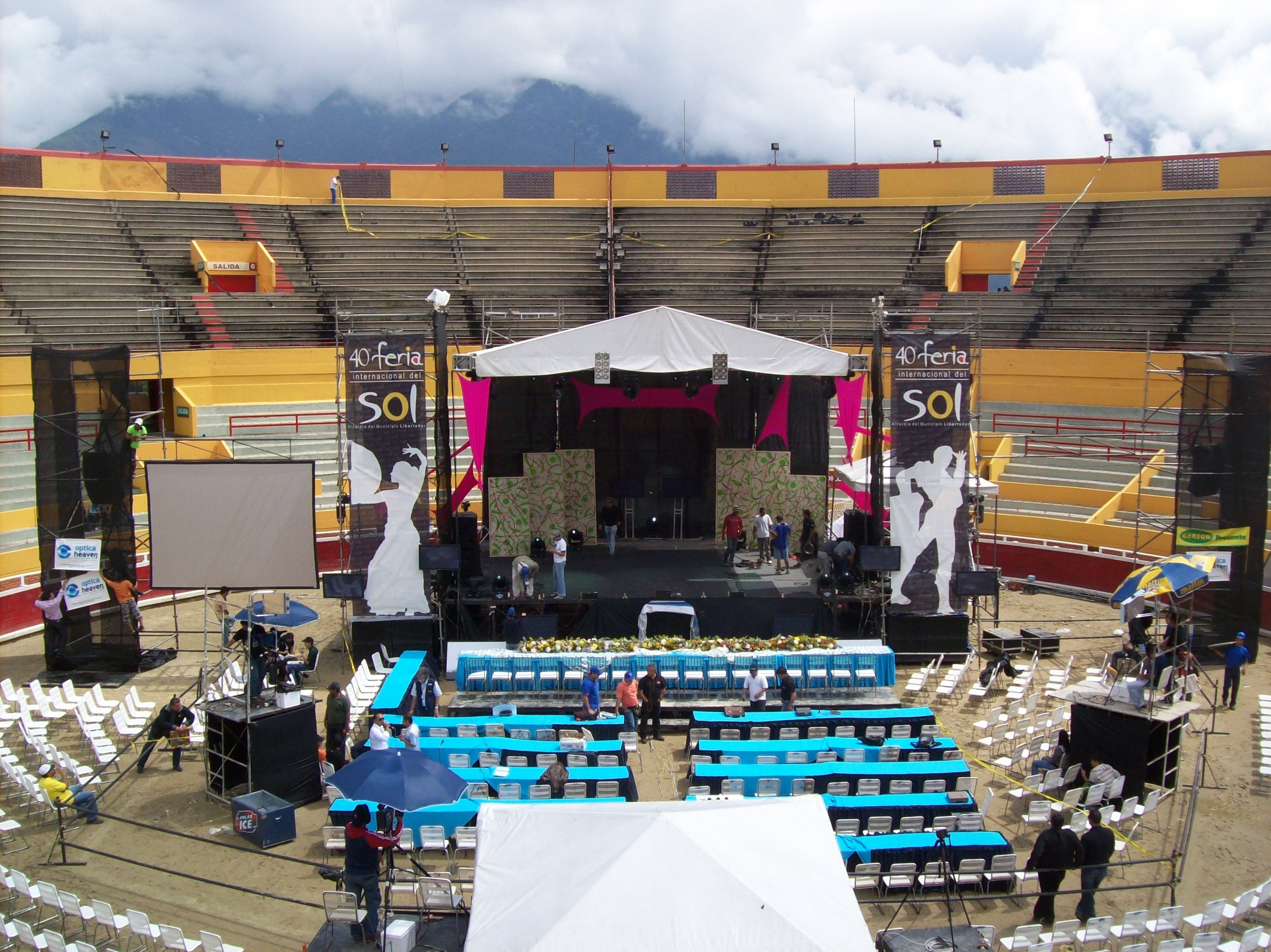
梅里達的Circo Monumental正舉行太陽女王選舉。

美洲鬥牛節（西班牙語：Carnaval Taurino de America），原名Feria Del Sol(英語：Fair of The Sun)，是委內瑞拉城市梅里達每年二月的國際狂歡節。在節日上除了有鬥牛賽事之外，亦有多個文化、商業展覽，以及體育、演唱會及巡遊表演等，更會投票選出太陽女王（西班牙語：La Reina Del Sol）